# Тоготой
Тоготой (кирг. Тоготой) — село в Кара-Кульджинском районе Ошской области Кыргызстана. Административный центр Кашка-Жолского айылного аймака.

## География
Село расположено в северной части области, на правом берегу реки Карадарьи, на расстоянии приблизительно 11 километров (по прямой) к западо-северо-западу от села Кара-Кульджа, административного центра района. Абсолютная высота — 1219 метров над уровнем моря.

## История
До 19 марта 2004 года село носило название Киров.

## Население
Согласно оценочным данным Национального статистического комитета Кыргызской Республики, численность населения села на начало 2023 года составляла 2744 человека.
| год     | 2009 | 2014 | 2015 | 2020 | 2021 | 2023 |
| ------- | ---- | ---- | ---- | ---- | ---- | ---- |
| человек | 2249 | 2250 | 2267 | 2415 | 2493 | 2744 |